# Ictiomancia
Se llama ictiomancia al arte supersticioso de adivinar las cosas futuras por medio de la inspección del interior de los peces. 
Plinio el Viejo refiere que en Myra en Licia se tocaba la flauta con tres intervalos para hacer aproximar los peces a la fuente de Apolo llamada Cierius. Añade que los peces no dejaban nunca de aproximarse, los cuales si comían inmediatamente la carne que se les echaba era un feliz agüero al paso que era fatal si la rehusaban. Por otra parte, se hacían también las mismas observaciones en cuanto a su interior del mismo modo que con las otras víctimas. A esta adivinación recurrieron Tiresias y Polidennas en tiempo de la guerra de Troya.